# Diogo Pinto
Pour les articles homonymes, voir Carvalho et Pinto.
de Carvalho Pinto est un nom portugais ; le premier nom de famille (d'usage facultatif) est de Carvalho et le second est Pinto.
Diogo de Carvalho Pinto, né le 18 juin 2004 à Felgueiras, est un footballeur portugais qui joue au poste de gardien de but au Sporting CP.

## Biographie

### Carrière en club
Né à Felgueiras au Portugal, Diogo Pinto rejoint en 2017 le Sporting CP, apparaissant rapidement comme un joueur prometteur du centre de formation,. Il commence sa carrière senior en championnat du Portugal de troisième division avec la réserve du Sporting, tout en connaissant ses premières convocations en équipe première,. 
Il joue son premier match avec l'équipe réserve du club le 2 septembre 2022 contre le FC Alverca.

### Carrière en sélection
En juin 2023, Diogo Pinto est convoqué avec l'équipe du Portugal des moins de 19 ans pour participer au Championnat d'Europe des moins de 19 ans qui a lieu en juillet à Malte. Le Portugal atteint la finale de la compétition après sa victoire face à la Norvège (5-0),,.

## Palmarès
Portugal -19 ans
- Championnat d'Europe
  - Finaliste en 2023